# Sid Haig
Sidney Eddy Mosesian, mais conhecido como Sid Haig (Fresno, California, 14 de julho de 1939 - 21 de setembro de 2019), foi um ator estadunidense. Dentre seus papéis notáveis estão participações nos filmes de blaxploitation de Jack Hill nos anos 70 e o famoso personagem "Capitão Spaulding" nos filmes A Casa dos 1000 Corpos e Rejeitados pelo Diabo, de Rob Zombie. Participou também de Kill Bill: Volume 2, de Quentin Tarantino. Ele também apareceu em diversos programas televisivos, incluindo Batman, Star Trek, Missão Impossível e MacGyver.